# Liste gregorianischer Gesänge
Die Liste gregorianischer Gesänge erfasst (sukzessive) alle wesentlichen Gesänge des gregorianischen Chorals, sowohl des Graduale als auch des Antiphonale. 

## Graduale Romanum (1961)
| Liturgischer Kalender                                        | Introitus                                       | Graduale | Versus alleluiaticus                                                                                    | Offertorium                               | Communio                                                                    |
| ------------------------------------------------------------ | ----------------------------------------------- | --- | --- | ----------------------------------------- | --------------------------------------------------------------------------- |
| Dominica Prima Adventus                                      | Ad te levavi                                    | Universi qui te expectant                                                                                                | Ostende nobis Domine misericordiam                                                                      | Ad te Domine levavi animam meam Deus meus | Dominus dabit benignitatem                                                  |
| Dominica Secunda Adventus                                    | Populus Sion                                    | Ex Sion species decoris                                                                                                  | Laetatus sum in his                                                                                     | Deus tu convertens                        | Ierusalem surge et sta                                                      |
| Dominica Tertia Adventus                                     | Gaudete                                         | Qui sedes Domine | Excita Domine potentiam                                                                                 | Benedixisti Domine terram tuam            | Dicite pusillanimes                                                         |
| Dominica Quarta Adventus                                     | Rorate                                          | Prope est Dominus omnibus                                                                                                | Veni Domine et noli tardare                                                                             | Ave Maria                                 | Ecce virgo concipiet et pariet                                              |
| In Vigilia Nativitatis Domini                                | Hodie scietis                                   | Hodie scietis | Crastina die delebitur iniquitas terrae                                                                 | Tollite portas principes                  | Revelabitur gloria Domini                                                   |
| In Nativitate Domini In Nocte                                | Dominus dixit ad me                             | Tecum principium | Dominus dixit ad me                                                                                     | Laetentur caeli                           | In splendoribus sanctorum                                                   |
| In Nativitate Domini In Aurora                               | Lux fulgebit hodie                              | Benedictus qui venit in nomine Domini                                                                                    | Dominus regnavit                                                                                        | Deus enim firmavit orbem                  | Exsulta filia Sion lauda                                                    |
| In Nativitate Domini In Die                                  | Puer natus est nobis et filius                  | Viderunt omnes fines terrae                                                                                              | Dies sanctificatus illuxit nobis                                                                        | Tui sunt caeli et tua est terra           | Viderunt omnes fines terrae                                                 |
| Sancti Stephani Protomartyris                                | Etenim sederunt                                 | Sederunt principes | Vide o caelos apertos                                                                                   | Elegerunt Apostoli                        | Video caelos apertos                                                        |
| Sancti Joannis Apostoli et Evangelistae                      | In medio                                        | Exiit sermo inter fratres                                                                                                | Hic est discipulus                                                                                      | Iustus ut palma                           | Exiit sermo inter fratres                                                   |
| Sanctorum Innocentium Martyrum                               | Ex ore infantium                                | Anima nostra, sicut passer                                                                                               | Laudate pueri Dominum,                                                                                  | Anima nostra, sicut passer                | Vox in Rama audita                                                          |
| Sanctorum Innocentium Martyrum                               | Ex ore infantium                                | Anima nostra, sicut passer                                                                                               | Tractus: Effuderunt sanguinem sanctorum                                                                 | Anima nostra, sicut passer                | Vox in Rama audita                                                          |
| Dominica infra Octavam Nativitatis                           | Dum medium silentium tenerent                   | Speciosus forma prae filiis hominum diffusa                                                                              | Dominus regnavit                                                                                        | Deus enim firmavit                        | Tolle puerum et matrem eius                                                 |
| Sancti Thomae Cantuariensis                                  | Gaudeamus omnes                                 | Ecce sacerdos magnus | Ego sum pastor bonus                                                                                    | Posuisti                                  | Ego sum pastor bonus                                                        |
| Sancti Silvestri                                             | Si diligis me                                   | Exaltent eum | Tu es petrus                                                                                            | Ecce dedi verba mea                       | Tu es Petrus                                                                |
| In Circumcisione Domini et Octava Nativitatis Domini         | Puer natus est                                  | Viderunt omnes fines terrae                                                                                              | Multifarie olim Deus loquens                                                                            | Tui sunt caeli                            | Viderunt omnes fines terrae                                                 |
| Sanctissimi Nominis Jesu                                     | In nomine Iesu omne genu                        | Salvos fac nos, Domine                                                                                                   | Laudem Domini loquetur                                                                                  | Confitebor tibi, Domine                   | Omnes gentes quascumque fecisti                                             |
| Sanctissimi Nominis Jesu                                     | In nomine Iesu omne genu                        | Salvos fac nos, Domine                                                                                                   | Tractus: Domine Deus virtutum                                                                           | Confitebor tibi, Domine                   | Omnes gentes quascumque fecisti                                             |
| Sanctissimi Nominis Jesu                                     | In nomine Iesu omne genu                        | Salvos fac nos, Domine                                                                                                   | Exaltabo te, Deus meus                                                                                  | Confitebor tibi, Domine                   | Omnes gentes quascumque fecisti                                             |
| In Epiphania Domini                                          | Ecce advenit dominator Dominus                  | Omnes de Saba venient | Vidimus stellam eius                                                                                    | Reges Tharsis                             | Vidimus stellam eius in Oriente                                             |
| Dominica infra Octavam Epiphaniae, Sanctae Familiae          | Exsultet gaudio pater Iusti                     | Unam petii a Domino | Vere tu es Rex                                                                                          | Tulerant Jesum parentes eius              | Descendit Jesus cum eis                                                     |
| Dominica infra Octavam Epiphaniae, Sanctae Familiae          | Exsultet gaudio pater Iusti                     | Unam petii a Domino | Tractus: Hostiam et oblationem noluisti                                                                 | Tulerant Jesum parentes eius              | Descendit Jesus cum eis                                                     |
| Dominica infra Octavam Epiphaniae, Sanctae Familiae          | Exsultet gaudio pater Iusti                     | Unam petii a Domino | Beatus homo qui audit me                                                                                | Tulerant Jesum parentes eius              | Descendit Jesus cum eis                                                     |
| Missa Dominicae I post Epiphaniam                            | In excelso throno vidi                          | Benedictus Dominus Deus                                                                                                  | Jubilate Deo omnis terra                                                                                | Jubilate Deo omnis terra                  | Fili, quid fecisti nobis sic                                                |
| In Octava Epiphaniae, in Commemoratione Baptismatis D.N.J.C. | Ecce advenit dominator Dominus                  | Omnes de Saba venient | Vidimus stellam eius                                                                                    | Reges Tharsis                             | Vidimus stellam eius in Oriente                                             |
| Dominica II post Epiphaniam                                  | Omnis terra adoret te                           | Misit Dominus verbum suum                                                                                                | Laudate Dum omnes Angeli eius                                                                           | Iubilate Deo universa terra               | Dicit Dominus implete hydrias                                               |
| Dominica III post Epiphaniam                                 | Adorate Deum omnes Angli                        | Timebunt gentes nomen tuum                                                                                               | Dominus regnavit                                                                                        | Dextera Domini fecit virtutem             | Mirabantur omnes                                                            |
| Dominica IV post Epiphaniam                                  | Adorate Deum omnes Angli                        | Timebunt gentes nomen tuum                                                                                               | Dominus regnavit                                                                                        | Dextera Domini fecit virtutem             | Mirabantur omnes                                                            |
| Dominica V post Epiphaniam                                   | Adorate Deum omnes Angli                        | Timebunt gentes nomen tuum                                                                                               | Dominus regnavit                                                                                        | Dextera Domini fecit virtutem             | Mirabantur omnes                                                            |
| Dominica VI post Epiphaniam                                  | Adorate Deum omnes Angli                        | Timebunt gentes nomen tuum                                                                                               | Dominus regnavit                                                                                        | Dextera Domini fecit virtutem             | Mirabantur omnes                                                            |
| Dominica in Septuagesima                                     | Circumdederunt me gemitus mortis                | Adiutor in opportunitatibus                                                                                              | Tractus: De profundis clamavi                                                                           | Bonum est confiteri                       | Illumina faciem tuam                                                        |
| Dominica in Sexagesima                                       | Exsurge quare obdormis                          | Sciant gentes quoniam nomen                                                                                              | Tractus: Commovisti Domine terram                                                                       | Perfice gressus meos                      | Introibo ad altare Dei                                                      |
| Dominica in Quinquagesima                                    | Esto mihi in Deum protectorem et in locum       | Tu es Deus qui facis mirabilia                                                                                           | Tractus: Tu es Deus                                                                                     | Benedictus es Domine                      | Manducaverunt et saturati                                                   |
| Feria IV Cinerum                                             | Misereris omnium Domine                         | Miserere mei Deus miserere mei                                                                                           | | Exaltabo te Domine                        | Qui meditabitur in lege Domini                                              |
| Feria IV Cinerum                                             | Misereris omnium Domine                         | Tractus: Domine non secundum peccata                                                                                     | | Exaltabo te Domine                        | Qui meditabitur in lege Domini                                              |
| Feria IV Cinerum                                             | Misereris omnium Domine                         | Antiphon Immutemur habitu in cinere                                                                                      | | Exaltabo te Domine                        | Qui meditabitur in lege Domini                                              |
| Feria IV Cinerum                                             | Misereris omnium Domine                         | Responsorium: Emendemus in melius                                                                                        | | Exaltabo te Domine                        | Qui meditabitur in lege Domini                                              |
| Feria IV Cinerum                                             | Misereris omnium Domine                         | Iuxta vestibulum | | Exaltabo te Domine                        | Qui meditabitur in lege Domini                                              |
| Feria V post Cineres                                         | Dum clamarem ad Dominum                         | Convertere Domine | | Ad te Domine levavi animam meam Deus meus | Qui vult venire post me abneget                                             |
| Feria VI post Cineres                                        | Audivit Dominus et misertus                     | Unam petii a Domino | | Domine vivifica me secundum               | Servite Domino in timore                                                    |
| Sabbato post Cineres                                         | Exaudi nos Domine quoniam benigna               | Adiutor in opportunitatibus                                                                                              | | Domine convertere et eripe                | Voce mea ad Dominum                                                         |
| Dominica I in Quadragesima                                   | Invocabit me et ego                             | Angelis suis mandavit | Tractus: Qui habitat in adiutorio                                                                       | Scapulis suis obumbrabit                  | Scapulis suis obumbrabit                                                    |
| Dominica II in Quadragesima                                  | Reminiscere miserationum                        | Tribulationes cordis mei dilatatae sunt                                                                                  | Confitemini Dominum                                                                                     | Meditabor in mandatis tuis                | Intellige clamorem meum                                                     |
| Dominica III in Quadragesima                                 | Oculi mei                                       | Exsurge Domine non praevaleat                                                                                            | Ad te levavi oculos meos                                                                                | Iustitiae Domini rectae laetificantes     | Passer invenit sibi domum                                                   |
| Dominica IV in Quadragesima                                  | Laetare Ierusalem et conventum                  | Laetatus sum in his | Qui confidunt in Domino                                                                                 | Laudate Dominum quia benignus             | Ierusalem quae aedificatur                                                  |
| Dominica I Passionis                                         | Iudica me Deus et discerne causam meam de gente | Eripe me Domine de inimicis                                                                                              | Saepe expugnaverunt me                                                                                  | Confitebor tibi Domine                    | Hoc corpus quod pro vobis                                                   |
| Dominica II in Passionis seu in Palmis                       | Antiphon: Hosanna filio David                   | Christus factus est pro nobis                                                                                            | Tractus: Deus Deus meus respice                                                                         | Improperium exspectavit cor meum          | Pater si non potest hic calix                                               |
| Dominica II in Passionis seu in Palmis                       | Pueri Hebraeorum tollentes ramos                | Christus factus est pro nobis                                                                                            | Tractus: Deus Deus meus respice                                                                         | Improperium exspectavit cor meum          | Pater si non potest hic calix                                               |
| Dominica II in Passionis seu in Palmis                       | Pueri Hebraeorum vestimenta                     | Christus factus est pro nobis                                                                                            | Tractus: Deus Deus meus respice                                                                         | Improperium exspectavit cor meum          | Pater si non potest hic calix                                               |
| Dominica II in Passionis seu in Palmis                       | Hymnus: Gloria laus                             | Christus factus est pro nobis                                                                                            | Tractus: Deus Deus meus respice                                                                         | Improperium exspectavit cor meum          | Pater si non potest hic calix                                               |
| Feria V in Cena Domini                                       | Nos autem gloriari oportet                      | Oculi omnium in te sperant                                                                                               | Tractus: Ab ortu solis                                                                                  | Dextera Domini                            | Hoc corpus quod pro vobis, Hymnus: Pange lingua gloriosi corporis mysterium |
| Feria VI in Passione et Morte Domini                         |                                                 | Responsorium: Domine, audivi auditum, Eripe me, Domine, Antiphon: Ecce lignum Crucis, Improperia: Popule meus, quid feci | |                                           | Adoramus te, Christe, Per lignum servi, Salvator mundi                      |
| De Vigilia Paschali                                          |                                                 | Cantemus Domino, Vinea facta est, Attende caelum, Sicut cervus                                                           | |                                           |                                                                             |
| Dominica Resurrectionis                                      | Resurrexi                                       | Haec dies | Pascha nostrum immolatus                                                                                | Victimae paschali laudes                  | Terra tremuit et quievit                                                    |
| Dominica in Albis in Octava Paschae                          | Quasi modo geniti infantes                      | | | Angelus Domini descendit                  | Mitte manum tuam et cognosce                                                |
| Dominica II post Pascha                                      | Misericordia Domini                             | | Cognoverunt discipuli Dominum, Ego sum pastor bonus                                                     | Deus, Deus meus                           | Ego sum pastor bonus                                                        |
| Dominica III post Pascha                                     | Jubilate Deo omnis terra                        | | Cognoverunt discipuli Dominum                                                                           | Lauda anima mea Dominum                   | Modicum et non videbitis me                                                 |
| Dominica IV post Pascha                                      | Cantate Domino canticum                         | Dextera Dei fecit virtutem                                                                                               | Christus resurgens ex mortuis                                                                           | Iubilate Deo universa terra               | Dum venerit Paraclitus Spiritus                                             |
| Dominica V post Pascha                                       | Vocem iucunditatis annuntiate                   | | Surrexit Christus et illuxit, Exivi a Patre et veni                                                     | Benedicite gentes Dominum Deum nostrum    | Cantate Domino, alleluia                                                    |
| In Vigilia Ascensionis                                       | Vocem iucunditatis annuntiate                   | | Surrexit Christus et illuxit, Exivi a Patre et veni                                                     | Benedicite gentes Dominum Deum nostrum    | Cantate Domino, alleluia                                                    |
| In Ascensione Domini                                         | Viri Galilaei quid admiramini                   | Ascendit Deus in iubilatione, Dominus in Sina in sancto                                                                  | | Ascendit Deus in iubilatione              | Psallite Domino qui ascendit                                                |
| Dominica post Ascensionem                                    | Exaudi Domine vocem meam                        | Regnavit Dominus super, Non vos relinquam orphanos vado                                                                  | | Ascendit Deus in iubilatione              | Pater cum essem cum eis                                                     |
| Sabbato in Vigilia Pentecostes                               | Dum sanctificatus fuero                         | | Emitte Spiritum tuum et creabuntur, Dum complerentur dies Pentecostes                                   | Emitte Spiritum tuum et creabuntur        | Ultimo festivitatis die dicebat                                             |
| Dominica Pentecostes                                         | Spiritus Domini replevit                        | | Emitte Spiritum tuum et creabuntur, Veni Sancte Spiritus reple, Sequenz: Veni Sancte Spiritus et emitte | Confirma hoc Deus                         | Factus est repente de caelo                                                 |
| In festo Sanctissimi Trinitatis                              | Benedicta sit sancta Trinitas                   | Benedictus es Domine qui intueris, Hymnus: Benedictus es Domine                                                          | Benedictus es Domine                                                                                    | Benedictus sit Deus Pater                 | Benedicimus Deum caeli                                                      |
| Dominica I post Pentecosten                                  | Domine in tua misericordia                      | Ego dixi Domine miserere mei                                                                                             | Verba mea auribus percipe                                                                               | Intende voci orationis                    | Narrabo omnia mirabilia                                                     |
| In festo Sanctissimi Corporis Christi                        | Cibavit eos ex adipe                            | Oculi omnium in te sperant                                                                                               | Caro mea vere est cibus, Sequenz: Lauda Sion salvatorem                                                 | Sacerdotes Domini incensum                | Quotiescumque manducabitis panem hunc                                       |
| Dominica II post Pentecosten                                 | Factus est Dominus protector meus               | Ad Dominum dum tribularer                                                                                                | Domine Deus meus in te speravi libera                                                                   | Domine convertere et eripe                | Cantabo Domino qui bona tribuit                                             |
| In festo Sanctissimi Cordis Jesu                             | Cogitationes cordis eius                        | Dulcis et rectus Dominus                                                                                                 | Tollite iugum meum super vos et discite                                                                 | Improperium exspectavit cor meum          | Unus militum lancea                                                         |
| Dominica III post Pentecosten                                | Respice in me                                   | Iacta cogitatum tuum in Domino                                                                                           | Deus iudex iustus fortis                                                                                | Sperent in te omnes                       | Dico vobis, gaudium est Angelis                                             |
| Dominica IV post Pentecosten                                 | Dominus illuminatio mea                         | Propitius esto Domine peccatis                                                                                           | Deus qui sedes super thronum                                                                            | Illumina oculos meos nequando             | Dominus firmamentum meum                                                    |
| Dominica V post Pentecosten                                  | Exaudi Domine vocem meam                        | Protector noster aspice                                                                                                  | Domine in virtute tua laetabitur rex et super                                                           | Benedicam Domino qui mihi tribuit         | Unam petii a Domino                                                         |
| Dominica VI post Pentecosten                                 | Dominus fortitudo plebis                        | Convertere Domine | In te Domine speravi                                                                                    | Perfice gressus meos                      | Circuibo et immolabo in tabernaculo                                         |
| Dominica VII post Pentecosten                                | Omnes gentes plaudite                           | Venite filii audite | Omnes gentes plaudite                                                                                   | Sicut in holocausto arietum               | Inclina aurem                                                               |
| Dominica VIII post Pentecosten                               | Suscepimus Deus misericordiam tuam in medio     | Esto mihi in Deum protectorem et in locum                                                                                | Magnus Dominus et laudabilis                                                                            | Populum humilem salvum facies             | Gustate et videte quoniam suavis                                            |
| Dominica IX post Pentecosten                                 | Ecce Deus adiuvat me et Dominus                 | Domine Dominus noster | Eripe me de inimicis meis Deus                                                                          | Iustitiae Domini rectae laetificantes     | Qui manducat carnem meam                                                    |
| Dominica X post Pentecosten                                  | Dum clamarem ad Dominum                         | Custodi me Domine ut pupillam                                                                                            | Te decet hymnus                                                                                         | Ad te Domine levavi animam meam Deus meus | Acceptabis sacrificium iustitiae                                            |
| Dominica XI post Pentecosten                                 | Deus in loco sancto                             | In Deo speravit cor meum                                                                                                 | Exsultate Deo adiutori nostro                                                                           | Exaltabo te Domine                        | Honora Dominum de tua substantia                                            |
| Dominica XII post Pentecosten                                | Deus in adiutorium meum intende                 | Benedicam Dominum in omni tempore                                                                                        | Domine Deus salutis meae                                                                                | Precatus est Moyses in conspectu          | De fructu operum tuorum                                                     |
| Dominica XIII post Pentecosten                               | Respice Domine in testamentum                   | Respice Domine in testamentum                                                                                            | Domine refugium factus es nobis a generatione                                                           | In te speravi Domine                      | Panem de caelo dedisti                                                      |
| Dominica XIV post Pentecosten                                | Protector noster aspice                         | Bonum est confidere in Domino                                                                                            | Venite exsultemus Domino iubilemus                                                                      | Immittet Angelus Domini                   | Primum quaerite regnum Dei                                                  |
| Dominica XV post Pentecosten                                 | Inclina Domine aurem tuam                       | Bonum est confiteri Domino                                                                                               | Quoniam Deus magnus Dominus                                                                             | Exspectans exspectavi Dominum             | Panis, quem ego dedero                                                      |
| Dominica XVI post Pentecosten                                | Miserere mihi Domine quoniam ad te              | Timebunt gentes nomen tuum                                                                                               | Cantate Domino canticum                                                                                 | Domine in auxilium meum respice           | Domine memorabor iustitiae                                                  |
| Dominica XVII post Pentecosten                               | Iustus es Domine                                | Beata gens cuius est Dominus                                                                                             | Domine exaudi orationem meam et clamor                                                                  | Oravi Deum meum ego Daniel                | Vovete et reddite Domino                                                    |
| Dominica XVIII post Pentecosten                              | Da pacem Domine sustinentibus                   | Laetatus sum in his | Timebunt gentes nomen tuum                                                                              | Sanctificavit Moyses altare               | Tollite hostias et introite                                                 |
| Dominica XIX post Pentecosten                                | Salus populi ego sum                            | Dirigatur oratio mea | Confitemini                                                                                             | Si ambulavero in medio tribulationis      | Tu mandasti mandata tua                                                     |
| Dominica XX post Pentecosten                                 | Omnia quae fecisti nobis                        | Oculi omnium in te sperant                                                                                               | Paratum cor meum                                                                                        | Super flumina Babylonis                   | Memento verbi tui servo tuo                                                 |
| Dominica XXI post Pentecosten                                | In voluntate tua                                | Domine refugium factus es nobis a generatione                                                                            | In exitu Israel de Aegypto                                                                              | Vir erat in terra                         | In salutari tuo anima mea                                                   |
| Dominica XXII post Pentecosten                               | Si iniquitates observaveris                     | Ecce quam bonum | Qui timent Dominum sperent                                                                              | Recordare mei Domine omni potentatui      | Ego clamavi                                                                 |
| Dominica XXIII post Pentecosten                              | Dicit Dominus ego cogito                        | Liberasti nos Domine | De profundis clamavi                                                                                    | De profundis clamavi                      | Amen dico vobis quidquid orantes                                            |

## Antiphonale
| Kalender                         | Hore                 | Hymnus/Antiphon            |
| -------------------------------- | -------------------- | -------------------------- |
| Sonntag                          | Laudes               | Aeterne rerum conditor     |
| Sonntag                          | Prim                 | Iam lucis orto sidere      |
| Sonntag                          | Terz                 | Nunc Sancte nobis spiritus |
| Sonntag                          | Sext                 | Rector potens              |
| Sonntag                          | Non                  | Rerum Deus tenax vigor     |
| Sonntag                          | Vesper               | Lucis Creator optime       |
| Sonntag                          | Komplet              | Te lucis ante terminum     |
| Montag                           | Laudes               | Splendor paternae gloriae  |
| Donnerstag                       | Matutin              | Nox atra rerum contegit    |
| Samstag                          | Laudes               | Aurora iam spargit polum   |
| Samstag                          | Vesper               | Iam sol recedit igneus     |
| Samstag vor dem 1. Advent        | Vesper               | Creator alme siderum       |
| 1. Advent                        | Laudes, et per Horas | In illa die stillabunt     |
| In Nativitate Domini             | Matutin              | O Magnum Mysterium         |
| In Nativitate Domini             | Laudes, et per Horas | A solis ortus cardine      |
| In Festis Beatae Mariae Virginis | 1. Vesper            | Ave maris stella           |